# Heidi Heitkamp
Mary Kathryn "Heidi" Heitkamp (Mantador, Dakota do Norte, 30 de outubro de 1955) é uma advogada e política estadunidense do Partido Democrata, atualmente Senadora pelo estado da Dakota do Norte. Foi a 28º Procuradora geral do estado entre 1993 a 2001. Também concorreu a governadora em 2000, perdendo para John Hoeven. 
Ela considerou ser candidata para a nomeação democrata para a eleição ao Senado em 2010, que substituiria o senador Byron Dorgan mas, em 3 de março, ela se recusou a concorrer contra Hoeven, que acabou sendo eleito. Em novembro de 2011, Heitkamp anunciou sua candidatura para a eleição para o senado em 2012, eleição que substituiria o senador Kent Conrad, que havia decidido se aposentar. Ela derrotou o congressista republicano Rick Berg em 6 de novembro. É a segunda mulher senadora pela Dakota do Norte, sendo Jocelyn Burdick a primeira a ocupar o cargo.

## Primeiros anos, educação e carreira
Heitkamp nasceu em 1955. Ela tem um B.A. da Universidade de Dakota do Norte e um JD da Faculdade de Direito de Lewis e Clark. Entre 1980-1981 ela foi uma advogadaa da Agência de Proteção Ambiental dos Estados Unidos. Depois disso, ela foi contratada pelo escritório do Comissário de impostos da Dakota do Norte como advogada.
Em 1986, quando o comissário Kent Conrad decidiu se aposentar, a fim de concorrer ao Senado dos Estados Unidos, Heitkamp concorreu para o cargo e venceu a eleição com 66% dos votos contra o republicano Marshall Moore. Ela serviu nesse cargo até 1992.

## Procuradora geral
Em 1992, o procurador-geral do estado, o democrata Nick Spaeth, decidiu se aposentar, a fim de concorrer para governador da Dakota do Norte. Heitkamp venceu a vaga aberta com 62% dos votos. Em 1996, ela foi reeleita com 64% dos votos.
Uma das realizações mais conhecidas de Heitkamp como procuradora geral foi a de liderar os esforços legais do estado contra as empresas de tabaco que resultou em um acordo, que ficou conhecido como Tobacco Master Settlement Agreement.

## Eleição para governador em 2000
Em 2000 o governador republicano Ed Schafer decidiu não buscar um terceiro mandato. Heitkamp concorreu e venceu a primária sem oposição. No lado republicano, John Hoeven, CEO do Banco da Dakota do Norte, também concorreu sem oposição. Durante a campanha para governadora, foi anunciado que Heitkamp tinha sido diagnosticada com câncer de mama, que agora está em remissão. Hoeven derrotou Heitkamp com 55% a 45%. Heitkamp ganhou em 12 dos 53 condados do estado.

## Entre campanhas (2001-2011)
Heitkamp foi a diretora da Grande usina Plains Synfuels da empresa Dakota Gaseificação entre 2001 a 2012.
Seu irmão, Joel Heitkamp, é um apresentador de talk-show de rádio e ex-senador do estado. Heidi Heitkamp ocasionalmente preenche a vaga de seu irmão como apresentadora de seu programa, News and Views, que é transmitido nas emissoras da Clear Channel em Dakota do Norte.

## Senadora dos Estados Unidos

### Eleição para o senado em 2012
Em janeiro de 2011, o senador democrata Kent Conrad anunciou sua intenção de se aposentar em vez de procurar um quarto mandato completo em 2012. Em 8 de novembro de 2011, Heitkamp anunciou que iria ser candidata na eleição. Ela prometeu ser "uma voz independente".
Heitkamp foi atacada em comerciais por aceitar contribuições de campanha de um advogado de defesa, Jack McConnell, Jr., que tinha ajudado Heitkamp a implementar uma solução com as empresas de tabaco quando ela era procuradora geral do estado, que resultou no Tobacco Master Settlement Agreement. Heitkamp lançou um anúncio para responder a estas alegações.
Heitkamp venceu a eleição de 6 novembro de 2012, tendo uma diferença de 2 994 votos, menos de 1% dos votos expressos. Berg admitiu a derrota no dia seguinte. Se ele quisesse, a eleição poderia ter sido sujeita a uma "demanda de recontagem" sob a lei da Dakota do Norte, que permite uma recontagem se a derrota for por menos de 2%.